# 1877
1877 (MDCCCLXXVII) byl rok, který dle gregoriánského kalendáře započal pondělím.

## Události

### Česko
- 11. srpna – taneční mistr Josef Vydra vzlétl balónem ze zahrady nuselského pivovaru a stal se tak prvním českým pilotem
- 16. září – Bylo dáno do provozu Nádraží Praha-Libeň
- 20. října – Na Šumavě byl dán do provozu Špičácký tunel, do roku 2007 nejdelší železniční tunel v Česku

### Svět
- 1. ledna – Britská královna Viktorie byla prohlášena indickou císařovnou
- 15. ledna – Budapešťská konvence mezi Rakouskem a Ruskem
- 24. dubna – Rusko vyhlásilo válku Osmanské říši
- 9. července – Začal se hrát tenisový turnaj Wimbledon.
- 15. července – Bitva u Nikopole
- 20. července – 10. prosince – Obléhání Plevna během rusko-turecké války
- 31. července – Při první velké bitvě mezi Ruskem a Osmanskou říší bylo zcela zničeno město Stara Zagora a povražděno asi 14 500 civilních obyvatel.
- 24. září – Bitva o Širojamu mezi císařskou armádou a samuraji u Kagošimy v Japonsku
- 14. prosince – Srbsko vyhlásilo válku Osmanské říši
- Bitva o průsmyk Šipka během rusko-turecké války
- Na počest nizozemského vědce Antoni van Leeuwenhoeka začala Holandská královská akademie umění a přírodních věd udělovat Leeuwenhoekovu medaili

### Probíhající události
- 1875–1878 – Velká východní krize
- 1876–1878 – První konstituční éra
- 1877–1878 – Rusko-turecká válka

## Vědy a umění
- 4. března
  - Emile Berliner vynalezl mikrofon
  - V moskevském Velkém divadle měl premiéru balet Petra Iljiče Čajkovského Labutí jezero
- 11. srpna – Asaph Hall objevil vnější měsíc planety Marsu Deimos.
- 17. srpna – Asaph Hall objevil vnitřní, větší měsíc planety Marsu Phobos.
- 29. listopadu – Thomas Alva Edison poprvé představil svůj fonograf na veřejnosti.
- Julius Richard Petri vynalezl Petriho misku
- Na zdokonalení telefonu pracoval T. A. Edison, který sestrojil uhlíkový mikrofon a vynalezl indukční cívku. V témže roce bylo zřízeno v Bostonu (USA) první stálé telefonní spojení.
- Založena akciová společnost Dr. F. Zátka v Praze na výrobu sycených nápojů již na průmyslové bázi.

## Knihy
- Jakub Arbes – Newtonův mozek
- Šen Fu – Šest historií prchavého života
- Jan Neruda – Povídky malostranské
- Jules Verne – Černé indie
- Jules Verne – Na kometě
- Émile Zola – Zabiják

## Narození
Automatický abecedně řazený seznam viz Kategorie:Narození v roce 1877

### Česko

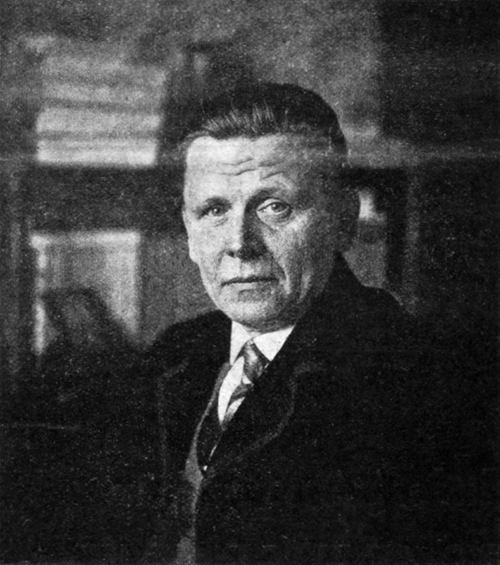
Fráňa Šrámek (* 19. ledna)

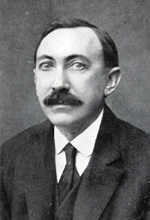
Adolf Kašpar (* 27. prosince)

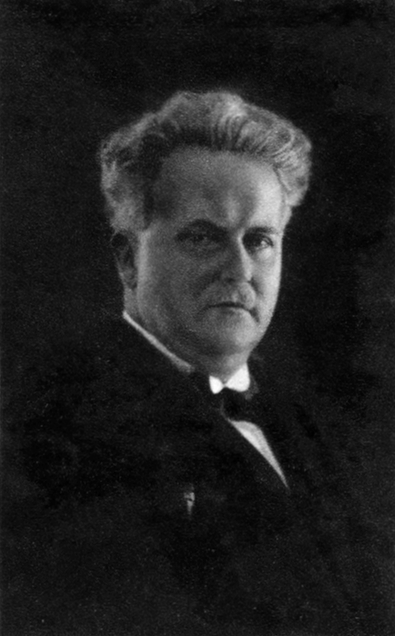
Viktor Dyk (* 31. prosince)

- 5. ledna – Fedor Houdek, čs. ministr výživy lidu († 26. února 1953)
- 7. ledna
  - Vojtěch Birnbaum, historik umění († 30. května 1934)
  - Tomáš Hudec, teolog († 22. srpna 1951)
- 14. ledna – Robert Manzer, houslista a dirigent († 19. ledna 1942)
- 15. ledna – Karl Schuster, československý politik německé národnosti († 24. července 1935)
- 17. ledna – Marie Zdeňka Baborová-Čiháková, botanička a zooložka († 29. září 1937)
- 19. ledna – Fráňa Šrámek, básník, spisovatel a dramatik († 1. července 1952)
- 20. ledna
  - Emil Pollert, operní pěvec († 23. října 1935)
  - Alois Roudnický, kněz a politik († 17. září 1939)
- 28. ledna – Jozef Buday, československý politik slovenské národnosti († 15. listopadu 1939)
- 1. února – František Geršl, politik († 9. dubna 1952)
- 9. února – Libuše Baudyšová, spisovatelka († 27. dubna 1954)
- 16. února – Milan Fijala, československý politik slovenské národnosti († 16. ledna 1964)
- 18. února – Josef Tykal, politik († 1952)
- 21. února
  - Čeněk Chyský, historik († 28. února 1952)
  - Josef Václav Bohuslav Pilnáček, starosta města Hradce Králové († 11. května 1949)
- 25. února – Karel Toman, básník († 12. června 1946)
- 6. března – Josef Tadra, varhaník, hudební skladatel a pedagog († ?)
- 10. března – Jindřiška Konopásková, básnířka a spisovatelka († 31. března 1947)
- 14. března – Milada Schusserová, malířka († 25. listopadu 1931)
- 23. března – Franz Windirsch, československý politik německé národnosti († 22. dubna 1969)
- 27. března – Josef Drahoňovský, sochař († 20. července 1938)
- 7. dubna – Albína Honzáková, představitelka českého ženského hnutí († 11. července 1973)
- 8. dubna – Albert Milota, právní teoretik a politik († 22. prosince 1940)
- 9. dubna – Josef Mayer, československý politik německé národnosti († 3. května 1938)
- 10. dubna – Alfred Kubin, rakouský grafik českého původu († 20. srpna 1959)
- 15. dubna – Anton Štefánek, československý politik slovenské národnosti († 29. dubna 1964)
- 16. dubna – Julius Morman, hudební skladatel († 13. dubna 1942)
- 17. dubna – Robert Hütter, československý politik německé národnosti († 7. ledna 1940)
- 24. dubna – Vojtěch Černý, kanovník Katedrální kapituly u sv. Štěpána v Litoměřicích († 6. srpna 1970)
- 26. dubna – Zikmund Polášek, houslista, skladatel a hudební pedagog († 2. června 1933)
- 28. dubna – Vilém Julius Josef Hauner, matematik a vojenský historik († 31. října 1941)
- 30. dubna – Roman Havelka, malíř († 20. června 1950)
- 3. května – Anton Roscher, politik († 27. září 1946)
- 4. května
  - Josef Tvrdý, profesor filosofie a psychologie († 13. března 1942)
  - Antonín Pustka, sběratel lidových písní († 26. října 1960)
- 8. května
  - Vincenc Kramář, historik umění a sběratel († 7. února 1960)
  - Otakar Lebeda, malíř († 12. dubna 1901)
- 9. května – Josef Jindřich Šechtl, fotograf († 24. února 1954)
- 11. května – Otakar Frič, baptistický misionář († 4. června 1953)
- 12. května – Wilhelm Maixner, československý politik německé národnosti († 14. dubna 1941)
- 13. května – T. F. Šimon, malíř († 19. prosince 1942)
- 18. května – František Bakule, učitel († 15. ledna 1957)
- 24. května – Josef Král, malíř († 19. února 1914)
- 25. května – Augustin Štefan, politik († 2. srpna 1945)
- 30. května – Antonín Beňa, učitel, violista a zpěvák († 3. března 1948)
- 1. června – Vladimír List, elektrotechnický inženýr a vysokoškolský pedagog († 27. května 1971)
- 7. června – Karel Svoboda, podnikatel, bankéř a politik († 1951)
- 8. června – Vojtěch Zapletal, kněz a hudební skladatel († 26. září 1957)
- 13. června – Antoš Frolka, moravský malíř († 8. června 1935)
- 14. června – Adolf Ludvík Krejčík, archivář a historik († 4. ledna 1958)
- 16. června – Karel Absolon, moravský krasový badatel, archeolog, zoolog († 6. října 1960)
- 17. června – Pavel Havránek, politik († 24. května 1941)
- 21. června – Alois Chytil, redaktor a informatik († ? 1949)
- 23. června – Pavel Jan Souček, opat kanonie premonstrátů v Nové Říši († 28. ledna 1943)
- 26. června – Johann Prause, československý politik německé národnosti († 3. listopadu 1949)
- 12. července – Rudolf Rolíček, politik († 1. prosince 1943)
- 14. července – Ludvík Herzl, sochař, medailér a malíř († 17. dubna 1944)
- 15. července – Marie Dostalová, česká malířka († 27. března 1903)
- 27. července – Jan Krčmář, čs. ministr školství a národní osvěty († 31. května 1950)
- 30. července – Alois Král, speleolog († 27. února 1972)
- 2. srpna – Vincenc Červinka, novinář, publicista a překladatel († 2. října 1942)
- 14. srpna
  - Alois Kunz, československý politik německé národnosti († 11. července 1950)
  - Wilhelm Wostry, československý historik německé národnosti († 8. dubna 1951)
- 16. srpna – Karl Hoschna, americký skladatel a hobojista českého původu († 23. prosince 1911)
- 17. srpna – Augustin Čižek, politik († 9. srpna 1946)
- 22. srpna – Antonín Janoušek, novinář a komunistický politik († 30. března 1941)
- 26. srpna
  - Heinrich Fanta, architekt († 9. února 1941)
  - Augustin Pechlát, sokolský funkcionář, účastník odboje († 30. září 1941)
  - Rudolf Tayerle, politik († 10. března 1942)
- 7. září
  - Jaroslav Aster, politik († 28. září 1944)
  - Rudolf Urbánek, historik († 26. července 1962)
- 11. září – Václav Vacek, politik († 18. ledna 1960)
- 14. září – Hans Knirsch, československý politik německé národnosti († 7. prosince 1933)
- 8. října – Max Kühn, liberecký architekt († 14. června 1944)
- 11. října – Emil Králíček, architekt († 1930)
- 24. října – Antonín Alois Weber, 16. biskup litoměřický († 12. září 1948)
- 28. října – Jaroslav Charfreitág, obchodník, fotograf a cestovatel († 5. června 1937)
- 30. října – Stanislav Kostlivý, chirurg a vysokoškolský profesor († 7. prosince 1946)
- 31. října – Helena Malířová, novinářka a spisovatelka († 17. února 1940)
- 4. listopadu – Theodor Bartošek, politik († 5. září 1954)
- 8. listopadu – Bohumír Pokorný, hudební skladatel († 13. března 1968)
- 13. listopadu – František Spilka, dirigent, sbormistr a skladatel († 20. října 1960)
- 15. listopadu – Emanuel Lešehrad, spisovatel, básník a dramatik († 30. května 1955)
- 17. listopadu – František Kobliha, malíř a grafik († 12. prosince 1962)
- 22. listopadu – Paul Wittich, československý politik německé národnosti († 13. května 1957)
- 25. listopadu – Nikolaj Jefgrafovič Osipov, český psychiatr ruského původu († 19. února 1934)
- 30. listopadu
  - Franz Hodina, československý politik německé národnosti († 10. května 1945)
  - Augustin Satra, český malíř († 31. března 1909)
- listopad – Josef Vaňásek, kriminalista († 8. února 1938)
- 7. prosince – Ludwig Krysta, esperantista († ?)
- 8. prosince – Eduard Marhula, skladatel a varhaník († 6. května 1925)
- 14. prosince – Friedrich Stolberg, československý politik německé národnosti († 28. března 1954)
- 18. prosince – Karl Petersilka, kněz a politik německé národnosti († 20. září 1942)
- 20. prosince – Viliam Pauliny, ekonom a politik († 1945)
- 21. prosince – Rudolf Lodgman, československý politik německé národnosti († 11. prosince 1962)
- 27. prosince – Adolf Kašpar, malíř († 29. června 1934)
- 29. prosince – Vítězslav Veselý, chemik a vysokoškolský pedagog († 7. června 1964)
- 30. prosince – Jaroslav Hurt, herec a režisér († 15. dubna 1959)
- 31. prosince – Viktor Dyk, básník († 14. května 1931)
- ? – Emil Margulies, politik a předseda Židovské strany († 1943)
- ? – Zdena Walterová, spisovatelka († 3. července 1961)
- ? – Antonín Pressler, fotbalista († 1957)

### Svět

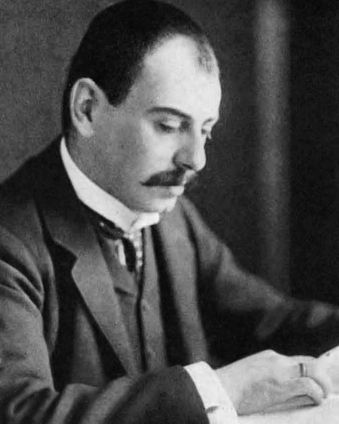
Edmund Landau (* 14. února)

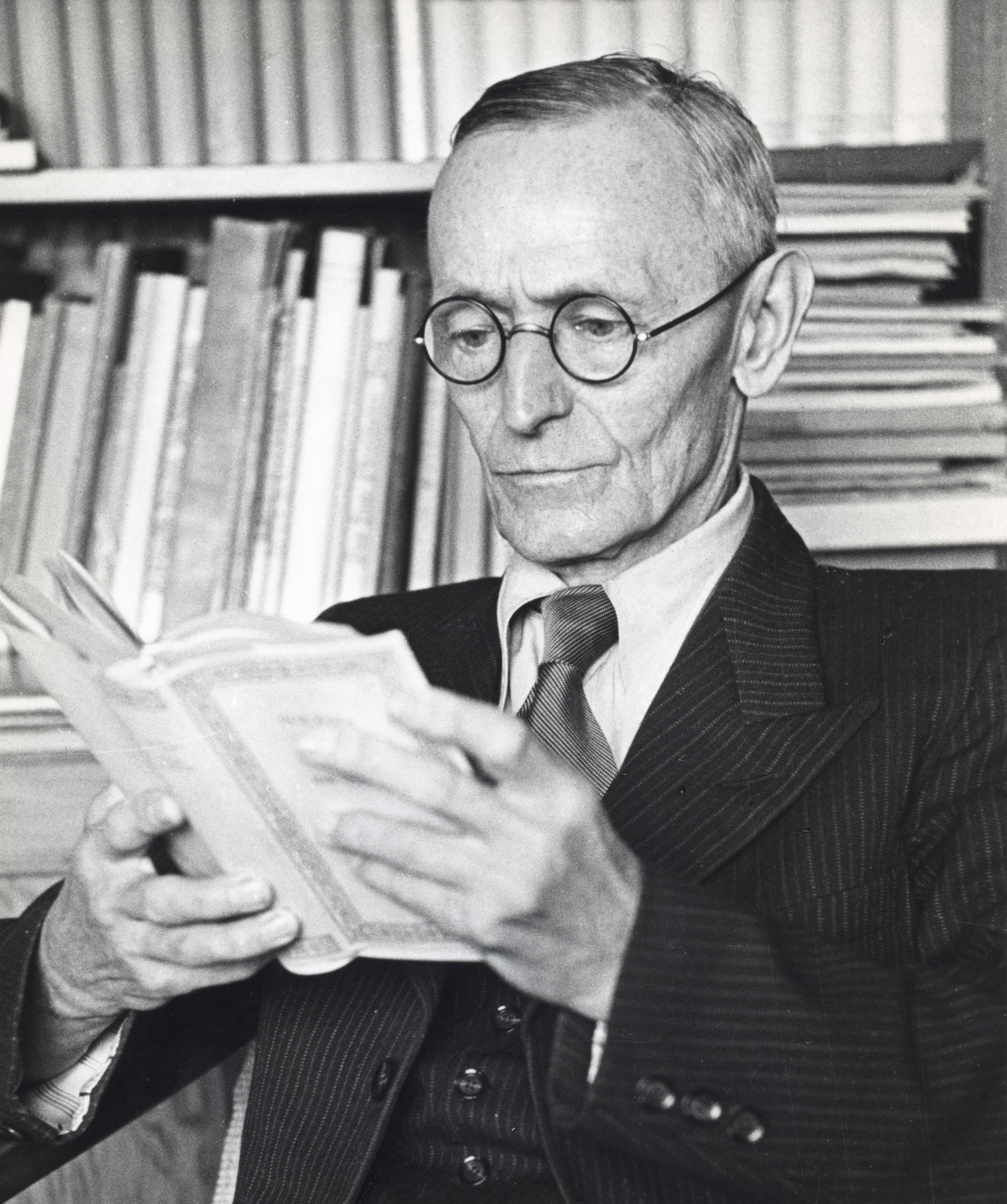
Hermann Hesse (* 2. července)

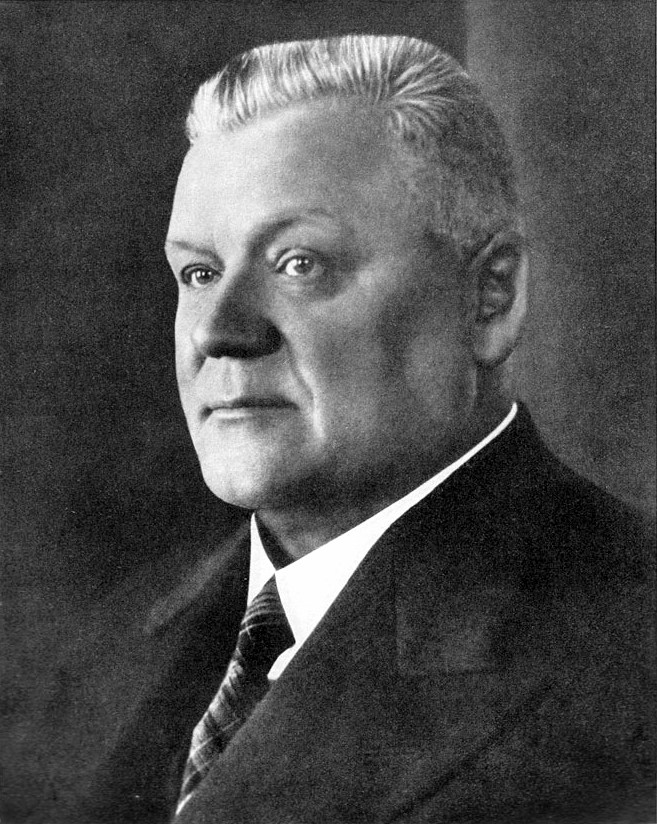
Kārlis Ulmanis (* 2. září)

- 4. ledna – Marsden Hartley, americký malíř a spisovatel († 2. října 1943)
- 15. ledna – Lewis Terman, americký psycholog († 21. prosince 1956)
- 20. ledna
  - Jean Lhermitte, francouzský neurolog a neuropsychiatr († 24. ledna 1959)
  - Karl Hans Lody, německý špion († 6. listopadu 1914)
- 22. ledna – Hjalmar Schacht, německý finančník a ministr hospodářství († 3. června 1970)
- 26. ledna – Kees van Dongen, nizozemský malíř († 28. května 1968)
- 7. února
  - Camillo Caccia Dominioni, italský katolický duchovní a kardinál († 12. listopadu 1946)
  - G. H. Hardy, anglický matematik († 1. prosince 1947)
- 9. února – Hermann Föttinger, německý elektroinženýr a vynálezce († 28. dubna 1945)
- 12. února – Louis Renault, francouzský průmyslník († 24. října 1944)
- 14. února – Edmund Landau, německý matematik († 19. února 1938)
- 16. února – Isidora Sekulić, srbská spisovatelka († 5. dubna 1958)
- 17. února – André Maginot, francouzský politik a voják († 7. ledna 1932)
- 20. února – Arthur Roessler, rakouský historik a kritik umění († 20. července 1955)
- 21. února – Réginald Marie Garrigou-Lagrange, francouzský teolog († 15. února 1964)
- 27. února – Mordechaj Chaim Rumkowski, hlava židovské rady v lodžském ghettu († 28. srpna 1944)
- 4. března – Pavel Bermondt-Avalov, bělogvardějský generál († 27. prosince 1974)
- 6. března – Harold E. Palmer, anglický lingvista († 16. listopadu 1949)
- 9. března – Emil Abderhalden, švýcarský biochemik a fyziolog († 5. srpna 1950)
- 11. března – Maurice Halbwachs, francouzský filozof a sociolog († 16. března 1945)
- 12. března – Wilhelm Frick, německý ministr vnitra, říšský protektor Čech a Moravy († 16. října 1946)
- 17. března – Otto Gross, rakouský lékař, psychiatr a psychoanalytik († 13. února 1920)
- 21. března – Maurice Farman, francouzský automobilový závodník, letec a konstruktér († 25. února 1964)
- 23. března – Robert Freissler, rakouský politik († 7. ledna 1950)
- 24. března – René Lorin, francouzský inženýr, vynálezce náporového motoru († 16. ledna 1933)
- 12. dubna – Alfredo Guzzoni, italský generál († 15. dubna 1965)
- 13. dubna – Christian Lautenschlager, německý automobilový závodník († 3. ledna 1954)
- 14. dubna – Rajko Nahtigal, slovinský filolog-slavista († 29. března 1958)
- 29. dubna – Jacob Merkelbach, nizozemský fotograf († 6. února 1942)
- 30. dubna
  - Léon Flameng, francouzský cyklista, olympijský vítěz († 2. ledna 1917)
  - Alice B. Toklasová, americká spisovatelka († 7. března 1967)
- 3. května
  - Karl Abraham, německý lékař a psychoanalytik († 25. prosince 1925)
  - Franz Nopcsa, maďarský paleontolog († 25. dubna 1933)
- 22. května – Michal Bubnič, diecézny biskup rožňavský († 12. února 1945)
- 3. června – Raoul Dufy, francouzský malíř († 23. března 1953)
- 4. června – Heinrich Otto Wieland, německý chemik, nositel Nobelovy ceny za chemii († 5. srpna 1957)
- 5. června – John Broderick, kanadský hráč lakrosu († 12. července 1957)
- 7. června – Charles Glover Barkla, anglický fyzik, nositel Nobelovy ceny († 23. října 1944)
- 10. června – Chatanbátar Magsardžav, předseda vlády Vnějšího Mongolska († 3. září 1927)
- 13. června – Alfred Brunswig, německý filosof († 22. června 1929)
- 23. června – Norman Pritchard, indický filmový herec a sprinter, dvojnásobný olympijský medailista († 31. října 1929)
- 25. června – Haakon Shetelig, norský archeolog a historik († 22. července 1955)
- 29. června – Petar Kočić, srbský básník, spisovatel a politik († 27. srpna 1916)
- 2. července – Hermann Hesse, švýcarský spisovatel, nositel Nobelovy ceny za literaturu († 9. srpna 1962)
- 6. července
  - Ivan Kaljajev, ruský básník, revolucionář, vrah velkovévody Sergeje Alexandroviče († 23. května 1905)
  - Alexej Michajlovič Remizov, ruský spisovatel a kaligraf († 26. září 1957)
- 24. července – Calogero Vizzini, sicilský mafián († 10. července 1954)
- 29. července – Béla Kiss, maďarský sériový vrah († ?)
- 30. července – Patrick Brennan, kanadský hráč lakrosu († 1. května 1961)
- 7. srpna – Ulrich Salchow, švédský krasobruslař a první olympijský vítěz († 19. dubna 1949)
- 10. srpna
  - Rudolf Hilferding, německý politik, ekonom a marxistický teoretik († 11. února 1941)
  - Frank Marshall, americký šachový velmistr († 9. listopadu 1944)
- 17. srpna – Artur Śliwiński, polský historik, premiér Polska († 16. ledna 1953)
- 20. srpna – Jovan Skerlić, srbský spisovatel († 15. května 1914)
- 21. srpna – Petar Pecija Petrović, chorvatský spisovatel († 9. ledna 1955)
- 27. srpna
  - Lloyd C. Douglas, americký luteránský pastor a spisovatel († 13. února 1951)
  - Riccardo Moizo, italský vojenský velitel († 26. února 1962)
  - Charles Rolls, zakladatel britské automobilky Rolls-Royce († 12. července 1910)
- 31. srpna – Stanisław Rospond, polský biskup († 4. února 1958)
- 2. září – Frederick Soddy, anglický radiochemik, nositel Nobelovy ceny za chemii († 22. září 1956)
- 4. září
  - Kārlis Ulmanis, prezident Lotyšska († 20. září 1942)
  - Jan Mauersberger, polský kněz, skautský vůdce a odbojář († 12. srpna 1942)
- 11. září
  - Felix Edmundovič Dzeržinskij, zakladatel a velitel ruské Čeky († 20. července 1926)
  - James Jeans, britský fyzik, astronom a matematik († 18. září 1946)
- 21. září – Frederick Joubert Duquesne, německý špion († 24. května 1956)
- 26. září – Alfred Cortot, francouzsko-švýcarský klavírista a dirigent († 15. června 1962)
- 21. října – Oswald Avery, americký lékař, molekulární biolog († 2. února 1955)
- 24. října – Pavel Grigorjevič Česnokov, ruský hudební skladatel a sbormistr († 14. března 1944)
- 25. října – Henry Norris Russell, americký astronom († 18. února 1957)
- 9. listopadu
  - Enrico De Nicola, italský politik († 1. října 1959)
  - Muhammad Iqbal, indický básník, filozof a politik († 21. dubna 1938)
- 14. listopadu
  - Norman Brookes, australský tenista († 28. září 1968)
  - Ján Vojtaššák, biskup spišský († 4. srpna 1965)
- 18. listopadu – Arthur Cecil Pigou, anglický ekonom († 7. března 1959)
- 22. listopadu – Endre Ady, maďarský básník († 27. ledna 1919)
- 24. listopadu – Alben William Barkley, 35. viceprezident USA († 30. dubna 1956)
- 5. prosince – Alessandro Anzani, italský konstruktér, motocyklový a automobilový závodník († 24. července 1956)
- 11. prosince – Paul Rosenhayn, autor detektivních románů († 11. září 1929)
- 13. prosince
  - Edmond Locard, francouzský lékař, právník a průkopník forenzních věd, († 4. května 1966)
  - Mykola Leontovyč, ukrajinský hudební skladatel († 23. ledna 1921)
- ? – Polikarp Mdivani, předseda lidových komisařů Gruzie († 19. července 1937)
- ? – Pantelis Karasevdas, řecký střelec, olympijský vítěz († 14. března 1946)

## Úmrtí
Automatický abecedně řazený seznam existujících biografií viz Kategorie:Úmrtí v roce 1877

### Česko
- 1. ledna – Fridolin Wilhelm Volkmann, filozof a psycholog (* 1821)
- 13. února – Julius Ernst Födisch, historik a pedagog (* 20. října 1840)
- 15. února – Antonín Marek, spisovatel (* 5. září 1785)
- 28. února – Robert Nápravník, novinář a překladatel (* 17. června 1839)
- 17. března – Peter Wucherer, rakouský a český státní úředník a politik (* 13. října 1806)
- 18. března – Ernst Gustav Doerell, česko-německý malíř (* 22. srpna 1832)
- 19. června – Clemens Rodt, pomolog (* 1. února 1798)
- 24. června – Jan Křtitel Drbohlav, kněz, skladatel, překladatel, pedagog, básník, teolog, historik (* 28. března 1811)
- 23. července – Ferdinand Spiegel-Diesenberg, moravský šlechtic , velkostatkář a poslanec Moravského zemského sněmu (* 12. srpna 1815)
- 6. srpna – Vincenc Vávra Haštalský, novinář a politik (* 4. října 1824)
- 11. srpna – Jan Karel Rojek, kněz a národní buditel (* 31. března 1804)
- 30. srpna – Adalbert Theodor Michel, profesor práva a rektor univerzit v Olomouci a Štýrském Hradci (* 15. dubna 1821)
- 10. září – Augustin Pavel Wahala, litoměřický biskup (* 23. ledna 1802)
- 8. října – Anton Weber, rakouský a český právník a politik německé národnosti (* ? 1820)
- 10. října – Josef Niklas, architekt (* 11. března 1817)
- 9. listopadu – Karel Sabina, spisovatel a novinář (* 29. prosince 1813)
- 25. listopadu – Bohumil Havlasa, novinář, spisovatel a dobrodruh (* 1. října 1852)
- 28. prosince – Ludvík Ochrana, katolický kněz a národní buditel (* 14. května 1814)
- ? – Leopold Felix Thun-Hohenstein, šlechtic a politik (* 1797)
- ? – Michael Achtner, poslanec Českého zemského sněmu (* 1832)

### Svět
- 4. ledna
  - Hannah Burdon, anglická spisovatelka a malířka (* 15. července 1800)
  - Cornelius Vanderbilt, americký podnikatel v oblasti dopravy a železničního stavitelství (* 27. května 1794)
- 11. ledna – Janko Matúška, slovenský spisovatel (* 10. ledna 1821)
- 20. ledna – Evžen Württemberský, člen württemberského panovnického domu (* 20. srpna 1846)
- 8. února – Charles Wilkes, americký námořní důstojník a objevitel (* 3. dubna 1798)
- 25. února
  - Catherine Hubbacková, britská spisovatelka (* 7. července 1818)
  - Džang Bahádur, vládce Nepálu (* 18. června 1816)
- 27. února – James Anderson, anglický fotograf (* 11. března 1813)
- 1. března – Antoni Norbert Patek, polskošvýcarský hodinář (* 14. června 1811)
- 13. března – Cristóbal Oudrid, španělský klavírista, dirigent a skladatel (* 7. února 1825)
- 20. března – Karel Hesenský, německý šlechtic a hesenský princ (* 23. dubna 1809)
- 24. března – Walter Bagehot, anglický bankéř a novinář (* 3. února 1826)
- 28. března – Vincenzo Fioravanti, italský hudební skladatel (* 5. dubna 1799)
- 31. března – Augustin Cournot, francouzský filosof a matematik (* 28. srpna 1801)
- 2. dubna – Delfina Potocka, polská aristokratka, přítelkyně Fryderyka Chopina (* březen 1807)
- 7. dubna – Fernán Caballero, španělská spisovatelka (* 24. prosince 1796)
- 18. dubna – Franz Hanfstaengl, německý malíř a fotograf (* 1. března 1804)
- 25. dubna – Peter Faber, dánský průkopník telegrafie, fotograf a hudební skladatel (* 7. října 1810)
- 26. dubna – Louise-Angélique Bertinová, francouzská hudební skladatelka a básnířka (* 15. ledna 1805)
- 6. května
  - Viliam Pauliny-Tóth, slovenský politik, beletrista, básník a publicista (* 3. června 1826)
  - Johan Ludvig Runeberg, finsko-švédský básník (* 5. února 1804)
- 11. května – Johann Heinrich Achterfeld, německý katolický teolog, profesor a vydavatel (* 1. června 1788)
- 24. května – Ramón Cabrera, karlistický velitel (* 26. prosince 1806)
- 3. června – Žofie Württemberská, nizozemská královna (* 17. června 1818)
- 10. června – August Tholuck, německý protestantský teolog (* 30. března 1799)
- 11. června – Carl Ludwig Deffner, německý podnikatel, politik, geolog a mineralog (* 8. února 1817)
- 12. června – Nikolaj Ogarev, ruský socialista, publicista a básník (* 6. prosince 1813)
- 13. června – Ludvík III. Hesensko-Darmstadtský, hesenský velkovévoda (* 9. června 1806)
- 29. června – Clorinda Corradi, italská operní pěvkyně (* 27. listopadu 1804)
- 3. července
  - Žofie Württemberská, první manželka nizozemského krále Viléma III. (* 17. července 1818)
  - Ludwig von Köchel, rakouský muzikolog (* 14. ledna 1800)
- 14. července – Richard Davies, velšský básník (* 10. ledna 1833)
- 27. července – John Frost, velšský dělnický vůdce (* 25. května 1784)
- 4. srpna – Gustav Gustavsson Vasa, švédský následník trůnu (* 9. listopadu 1799)
- 5. srpna
  - Augusta Amherst Austen, britská skladatelka a varhanice (* 2. srpna 1827)
  - Otto von Wiedenfeld, ministr obchodu Předlitavska (* 16. listopadu 1816)
- 29. srpna – Brigham Young, americký mormonský vůdce (* 1. června 1801)
- 3. září – Adolphe Thiers, francouzský politik (* 15. dubna 1797)
- 5. září – Splašený kůň, lakotský válečný náčelník (* asi 1845)
- 13. září – Maria Anna Bavorská, saská královna (* 27. ledna 1805)
- 17. září – William Fox Talbot, britský vynálezce, fotograf, lingvista a matematik (* 11. února 1800)
- 23. září – Urbain Le Verrier, francouzský matematik (* 11. března 1811)
- 26. září – Hermann Grassmann, německý matematik a fyzik (* 15. dubna 1809)
- 1. listopadu – Adolf von Tschabuschnigg, předlitavský spisovatel, ministr spravedlnosti, ministr kultu a vyučování (* 20. července 1809)
- 4. listopadu – Luigi Castellucci, italský architekt (* 17. září 1797)
- 8. listopadu
  - Karol Beyer, polský fotograf a numismatik (* 10. února 1818)
  - Amálie Augusta Bavorská, saská královna (* 13. listopadu 1801)
- 22. listopadu – Heinrich Funk, německý malíř (* 12. prosince 1807)
- 3. prosince – Alexandre-François Debain, francouzský výrobce hudebních nástrojů (* 6. července 1809)
- 20. prosince – Heinrich Daniel Ruhmkorff, německý mechanik, vynálezce indukční cívky (* 15. ledna 1803)
- 29. prosince – Angelica Van Burenová, snacha 8. prezidenta USA Martina Van Burena, první dáma (* 13. února 1818)
- 31. prosince
  - Gustave Courbet, francouzský malíř (* 10. června 1819)
  - Adolphe Braun, francouzský textilní designer a fotograf (* 13. května 1812)

## Hlavy států

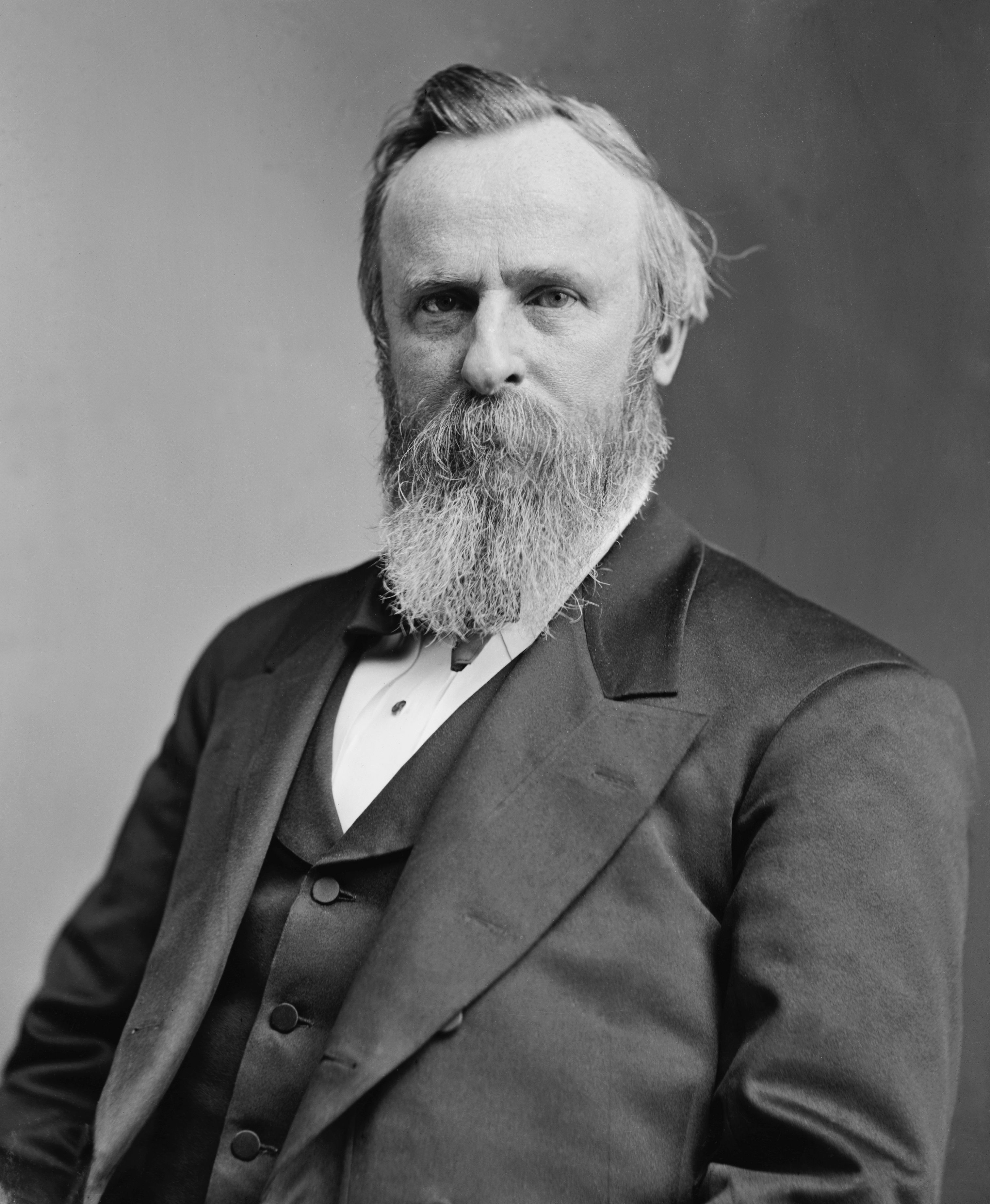
V roce 1877 se Rutherford B. Hayes stal 19. prezidentem USA

- České království – František Josef I. (1848–1916)
- Papež – Pius IX. (1846–1878)
- Království Velké Británie – Viktorie (1837–1901)
- Francie – Patrice de Mac-Mahon (1873–1879)
- Uherské království – František Josef I. (1848–1916)
- Rakouské císařství – František Josef I. (1848–1916)
- Rusko – Alexandr II. (1855–1881)
- Prusko – Vilém I. (1861–1888)
- Dánsko – Kristián IX. (1863–1906)
- Švédsko – Oskar II. (1872–1907)
- Belgie – Leopold II. Belgický (1865–1909)
- Nizozemsko – Vilém III. Nizozemský (1849–1890)
- Řecko – Jiří I. Řecký (1863–1913)
- Španělsko – Alfons XII. (1875–1885)
- Portugalsko – Ludvík I. Portugalský (1861–1889)
- Itálie – Viktor Emanuel II. (1861–1878)
- Rumunsko – Karel I. Rumunský (1866–1881 kníže, 1881–1914 král)
- Osmanská říše – Abdulhamid II. (1876–1909)
- USA – Ulysses S. Grant (1869–1877) / Rutherford B. Hayes (1877–1881)
- Japonsko – Meidži (1867–1912)